# Euphorbia hadramautica
Euphorbia hadramautica es una especie fanerógama perteneciente a la familia de las euforbiáceas. Es endémica de Yemen en Socotora, Etiopía y Somalía.

## Descripción
Es una planta perenne, probablemente de corta duración,  con un tallo carnoso de 3-12 cm de altura, y 1-3 cm de grosor, erecto a procumbente, con cicatrices de las hojas dispuestas en espiral que suelen ser prominentes o tuberculadas.

## Ecología
Se encuentra en suelos rocosos, generalmente en lugares expuestos en la base de las pendientes,  en matorrales muy abiertos de Acacia-Commiphora; a una altitud de 550-1500 metros:
Es una especie extremadamente rara en el cultivo, difícil de mantener (pero desde hace 20 años cultivadas con éxito en la "Botanischer Garten der Universität Kiel", Alemania, en 1987). - Cf. A. Pritchard, Introducción a la familia Euphorbiaceae: 36, 2003.
Es una planta muy insignificante, sin duda poco conocida. Está relacionada con Euphorbia bupleurifolia de Sudáfrica.

## Taxonomía
Euphorbia hadramautica fue descrita por John Gilbert Baker y publicado en Bulletin of Miscellaneous Information Kew 1894: 341. 1894.
Sinonimia
- Euphorbia oblongicaulis Baker (1895).
- Euphorbia napoides Pax (1897).[3][4]

Etimología
Euphorbia: nombre genérico que deriva del médico griego del rey Juba II de Mauritania (52 a 50 a. C. - 23), Euphorbus, en su honor – o en alusión a su gran vientre –  ya que usaba médicamente Euphorbia resinifera. En 1753 Carlos Linneo asignó el nombre a todo el género.
hadramautica: epíteto geográfico que alude a su localización en Hadramaut.